# Pietro Carmine
Pietro Carmine (Camparada, 13 novembre 1841 – Milano, 10 luglio 1913) è stato un politico italiano.
Fu Sindaco di Vimercate (1869-1873), Ministro delle poste e dei telegrafi del Regno d'Italia nel Governo di Rudinì II, Ministro delle finanze nel Governo Pelloux II e Ministro dei lavori pubblici nel Governo Sonnino I. Dal 1902 al 1913 fu il Presidente del Consiglio Provinciale di Milano, durante l'Amministrazione Manusardi.